# Odessa (Washington)
Odessa az Amerikai Egyesült Államok északnyugati részén, Washington állam Lincoln megyéjében elhelyezkedő város. A 2010. évi népszámlálási adatok alapján 910 lakosa van.
Odessa postahivatala 1898 óta működik. Az 1902. szeptember 25-én városi rangot kapó település nevét az ukrajnai Odesszáról kapta.
Szeptember harmadik hétvégéjén rendezik meg az Oktoberfestre hasonlító Deutschesfestet.

## Éghajlat
A város éghajlata félsivatagi sztyeppe (a Köppen-skála szerint BSk).
| Hónap                         | Jan.  | Feb.  | Már.  | Ápr.  | Máj. | Jún. | Júl. | Aug. | Szep. | Okt.  | Nov.  | Dec.  | Év    |
| ----------------------------- | ----- | ----- | ----- | ----- | ---- | ---- | ---- | ---- | ----- | ----- | ----- | ----- | ----- |
| Rekord max. hőmérséklet (°C)  | 26,7  | 20,0  | 28,3  | 33,9  | 37,8 | 42,8 | 44,4 | 44,4 | 38,9  | 32,8  | 22,8  | 23,3  | 44,4  |
| Átlagos max. hőmérséklet (°C) | 3,3   | 6,7   | 12,2  | 17,2  | 22,2 | 26,1 | 31,1 | 30,6 | 25,6  | 17,2  | 8,3   | 2,2   | 16,9  |
| Átlagos min. hőmérséklet (°C) | −3,9  | −2,8  | 0,0   | 2,2   | 5,6  | 8,9  | 12,2 | 11,7 | 7,2   | 1,7   | −1,1  | −5,6  | 3,0   |
| Rekord min. hőmérséklet (°C)  | −36,1 | −32,8 | −18,0 | −11,7 | −6,7 | −9,4 | 0,0  | −3,9 | −9,4  | −18,9 | −27,2 | −31,1 | −36,1 |
| Átl. csapadékmennyiség (mm)   | 35    | 27    | 27    | 20    | 24   | 18   | 11   | 8    | 11    | 19    | 38    | 42    | 280   |
| Forrás: The Weather Channel   |       |       |       |       |      |      |      |      |       |       |       |       |       |

## Népesség
A 2010-es népszámláláskor a városnak 910 lakója, 394 háztartása és 253 családja volt. A népsűrűség 433,3 fő/km2. A lakóegységek száma 460, sűrűségük 219,1 db/km2. A lakosok 95,5%-a fehér, 0,3%-a afroamerikai, 1,3%-a indián, 0,2%-a ázsiai,  1%-a egyéb, 1,6%-a pedig kettő vagy több etnikumú. A spanyol vagy latino származásúak aránya 2,6% (   )
A háztartások 23,9%-ában élt 18 évnél fiatalabb. 50,5% házas, 8,4% egyedülálló nő, 5,3% egyedülálló férfi, 35,8% pedig nem család. 32,7% egyedül élt; 17,7%-uk 65 éves vagy idősebb. Egy háztartásban átlagosan 2,23 személy élt; a családok átlagmérete 2,78 fő.
A medián életkor 50,8 év volt. A város lakóinak 21,9%-a 18 évesnél fiatalabb, 4,8% 18 és 24 év közötti, 15,6%-uk 25 és 44 év közötti, 31,3%-uk 45 és 64 év közötti, 26,4%-uk pedig 65 éves vagy idősebb. A lakosok 47,1%-a férfi, 52,9%-a pedig nő.

## Fordítás
- Ez a szócikk részben vagy egészben  az   Odessa, Washington című angol Wikipédia-szócikk ezen változatának fordításán alapul.  Az eredeti cikk szerkesztőit annak laptörténete sorolja fel. Ez a jelzés csupán a megfogalmazás eredetét és a szerzői jogokat jelzi, nem szolgál a cikkben szereplő információk forrásmegjelöléseként.